# Дворец консулов (Губбио)
Дворец консулов (итал. Palazzo dei Consoli) — общественное здание в историческом центре города Губбио (Умбрия, Италия). Построен в 1332–1349 годах на большой площадке на склоне холма и возвышается над городом.

## История

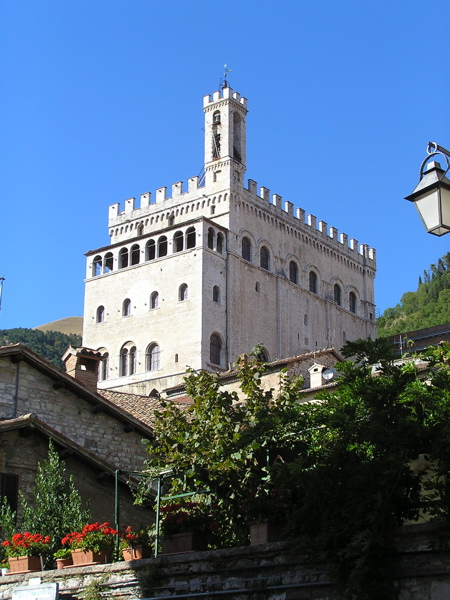

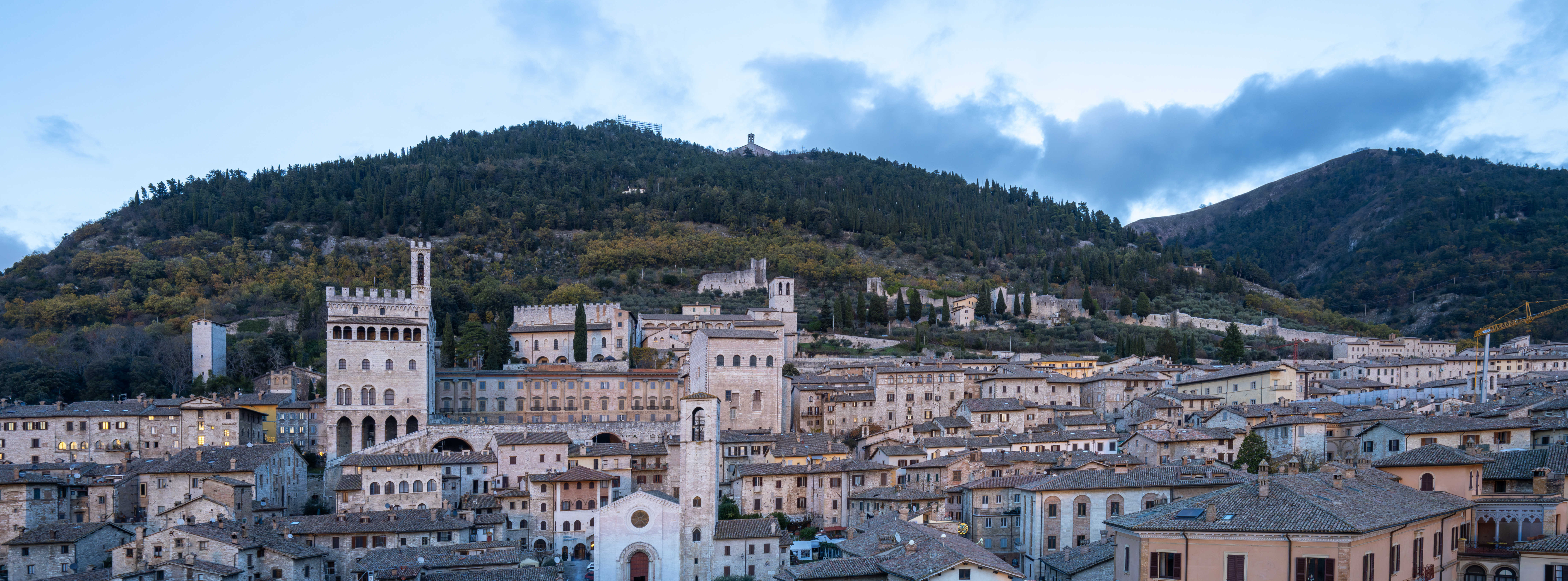
Вид на застройку вокруг Пьяцца-Гранде из нижней части города

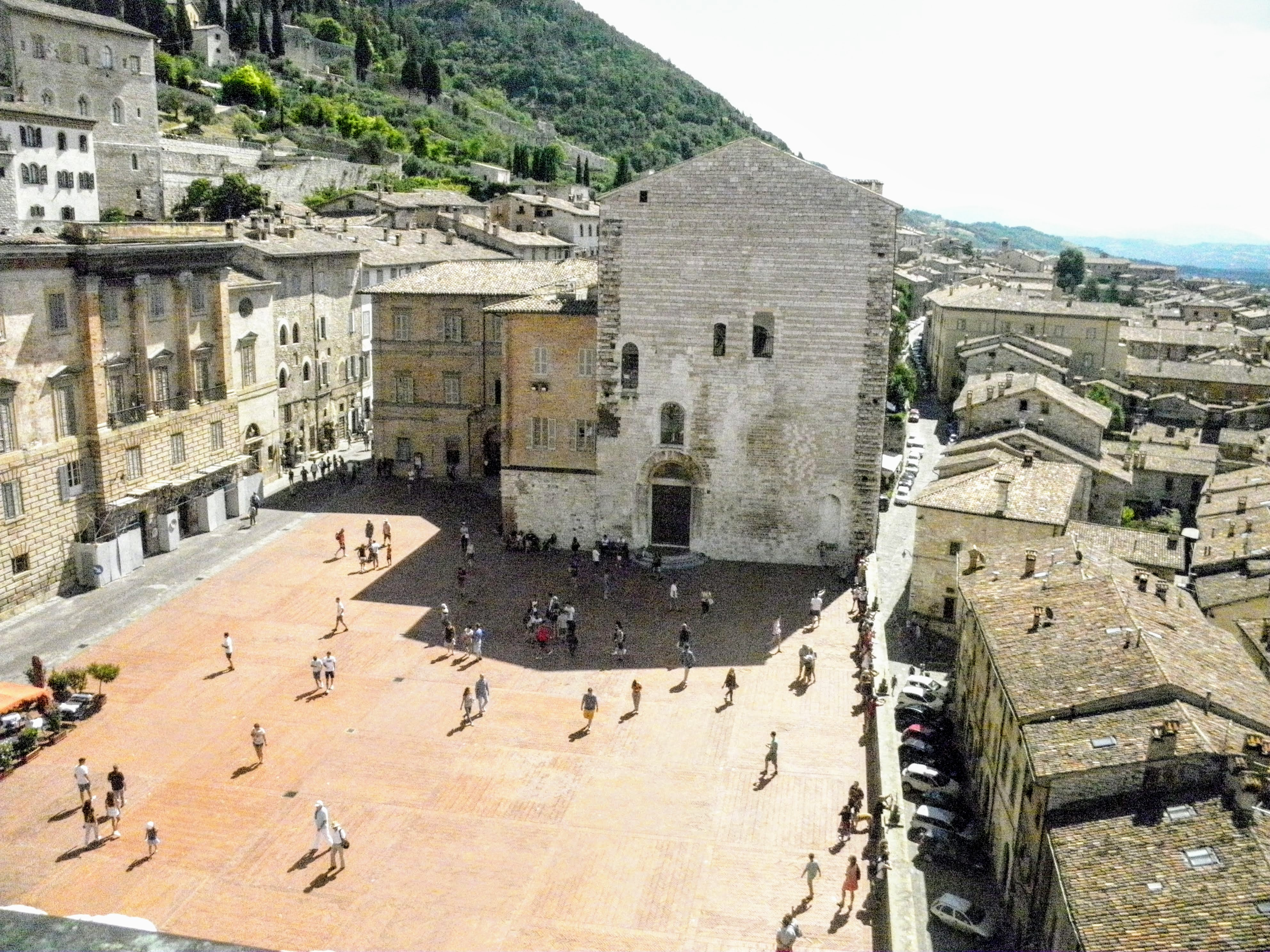
Вид из Дворца консулов на Пьяцца-Гранде

Дворец построен между 1332 и 1349 годами, по мнению одних исследователей, по проекту Анджело да Орвието (ит.), других, — по проекту Маттео Гаттапони (ит.) из Губбио. Вероятно, архитекторы были вдохновлены несохранившимся до наших дней Палаццо деи Капитани дель Пополо, построенным в Ареццо между 1270 и 1278 годами. На другой стороне Пьяцца-Гранде (с итал. — «Большая площадь») находится Палаццо Преторио (итал. Palazzo Pretorio). Считается, что оба дворца были спроектированы одним и тем же архитектором.
Исследователь конца XIX века, Одериги Лукарелли, в своей книге утверждает, что, согласно сохранившимся городским документам, на строительство дворца только в 1332—1337 годах было потрачено 16 336 равеннских лир, что к 1888 году составляло по подсчётам автора 643 000 итальянских лир, и строительство ещё не было завершено.
С 1909 года в здании находится городской музей (ит.), разделенный на художественную галерею, отдел керамики, археологическую коллекцию, восточную коллекцию и коллекцию Рисорджименто, а также в помещениях бывшей часовни хранятся Игувинские таблицы.

## Описание
Прямоугольный в плане Дворец консулов имеет сложное строение, поскольку из-за рельефа местности, опирается на террасу, образованную нижними этажами здания. Высота от уровня улицы с южной стороны до вершины колокольни составляет 60 метров.
Фасад, обращенный к площади, построен из известняка. Нижняя часть фасада имеет два окна-бифория по бокам от готического портала с фреской XVI века в люнете, которому предшествует веерообразная лестница. В верхней части расположены шесть окон с арками в центре, парами по два, разделенные пилястрами. Над ними зубцы стен, поддерживаемые фризом стрельчатых арок. Квадратная колокольня расположена над южным углом здания, как бы вырастая из дворца; похожим образом колокольня расположена на флорентийском дворце Барджелло. Узкая лоджия с арками на верхнем этаже пристроена ко дворцу позднее постройки основного здания. Колокольня и лоджия обращены на юго-запад — к городу и долине.
На колокольне находится знаменитый колокол «Кампаноне», отлитый Джованни Баттиста Донати 30 октября 1769 года и поднятый с Пьяцца-Гранде 20 марта 1770 года, который вместе со средним колоколом 1678 года и малым колоколом 1289 года (старше самого здания), представляет собой безошибочный «голос Губбио». Начиная с 1380 года было шесть больших колоколов, которые примерно через семь веков отмечали городской календарь своими выступлениями, называемыми Сонатами, благодаря мастерству группы звонарей, родившихся фактически с первым колоколом, но образовавшихся в признанной компании только в 1981 году.
Как видно по сохранившимся фотографиям, до начала XX века в лоджии располагались башенные часы. Позднее проёмы для часовых циферблатов были заложены, что видно по более светлому цвету известняка.
Ещё одна особенность замка — железная клетка, в которой в прошлом выставлялись напоказ грабители и преступники.

## Интерьеры
Входной портал ведёт в «Аренго» (итал. Arengo) — большой зал с полуциркульным сводом, в котором в коммунальную эпоху проводились собрания горожан.
Дворец стал первым зданием, в котором появилась проточная вода, которая использовалась для снабжения фонтанов, расположенных внутри дворца.

## Фотогалерея

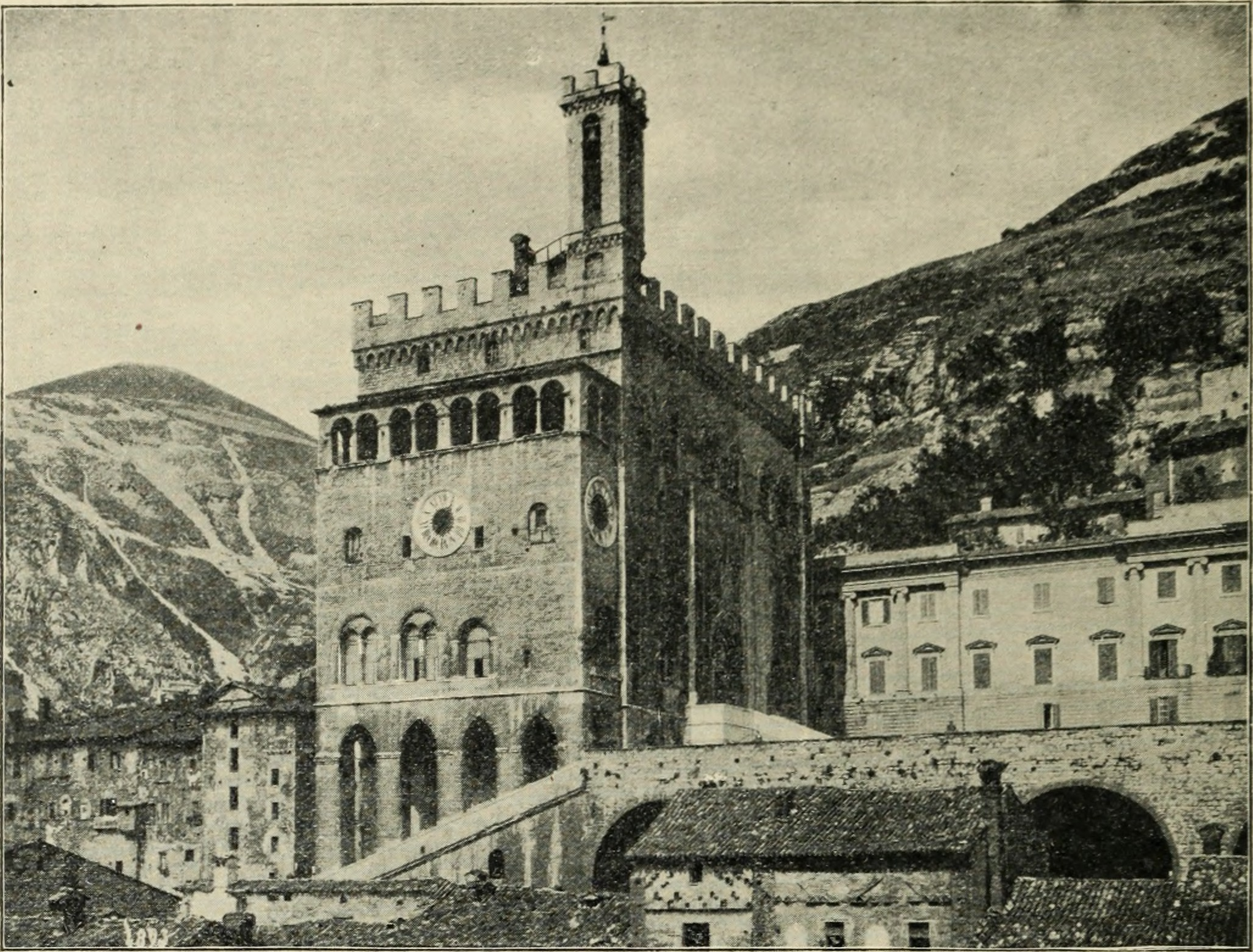
Фотография конца XIX века
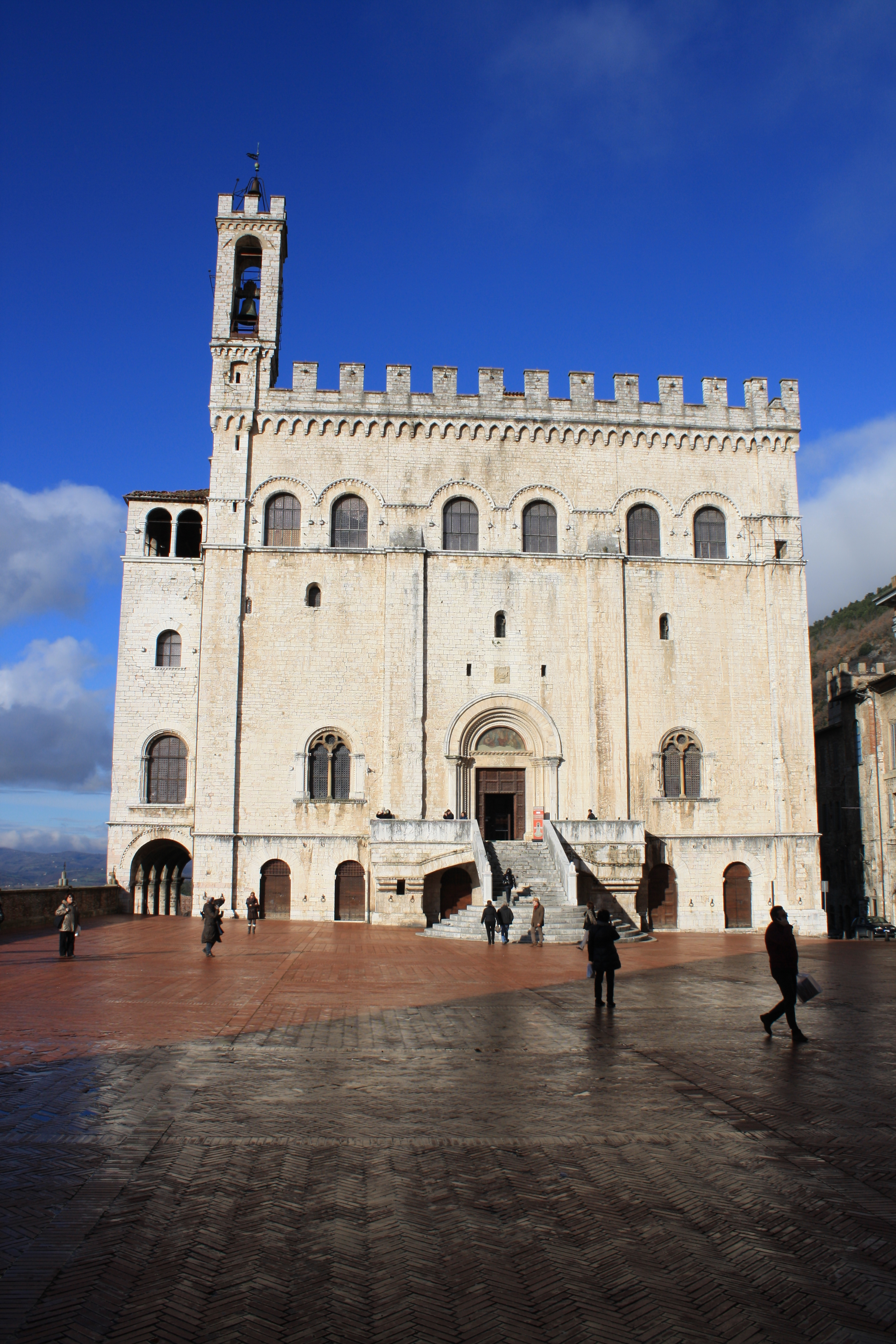
Вид с Пьяцца-Гранде
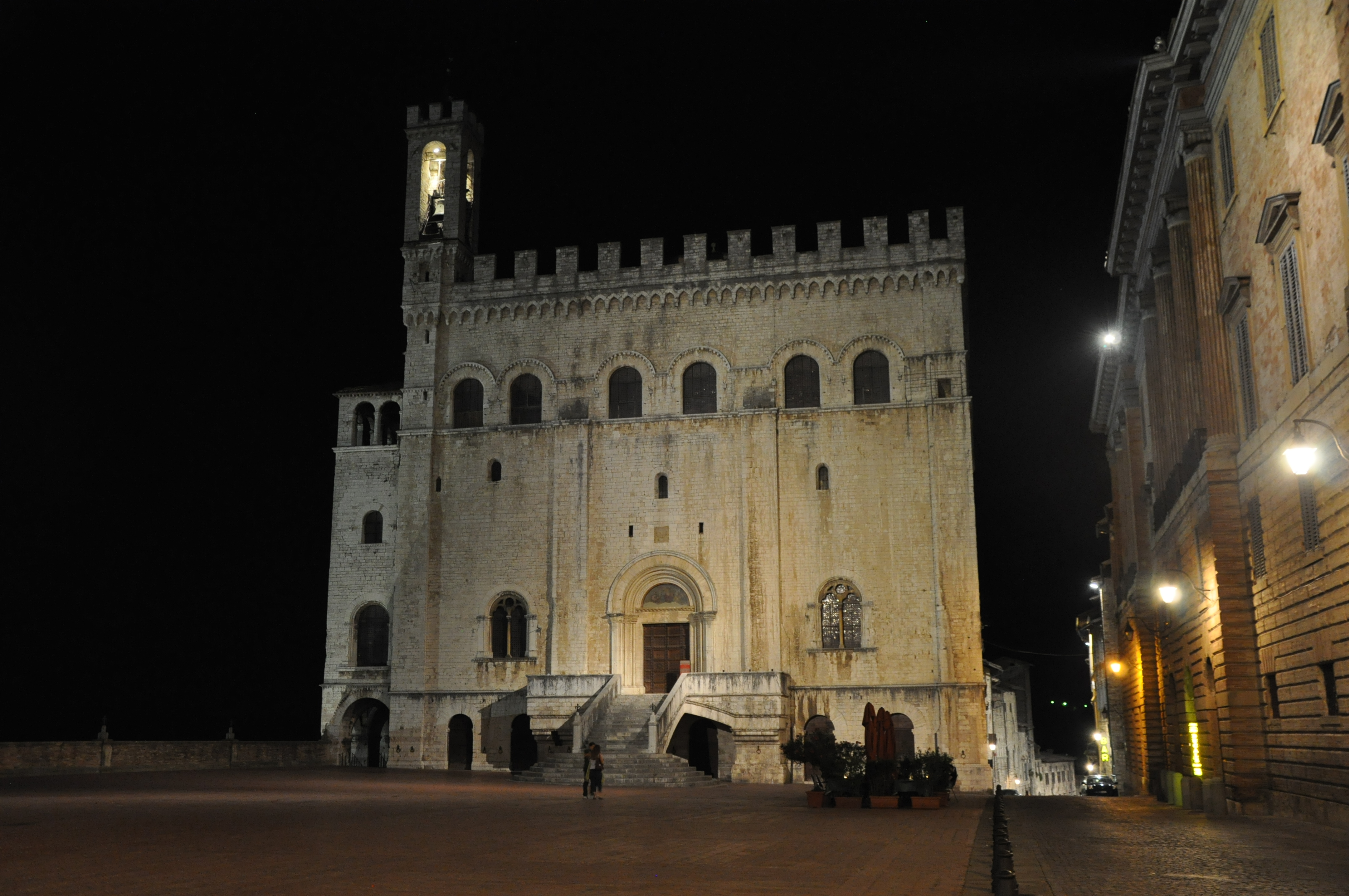
Вид с Пьяцца-Гранде ночью
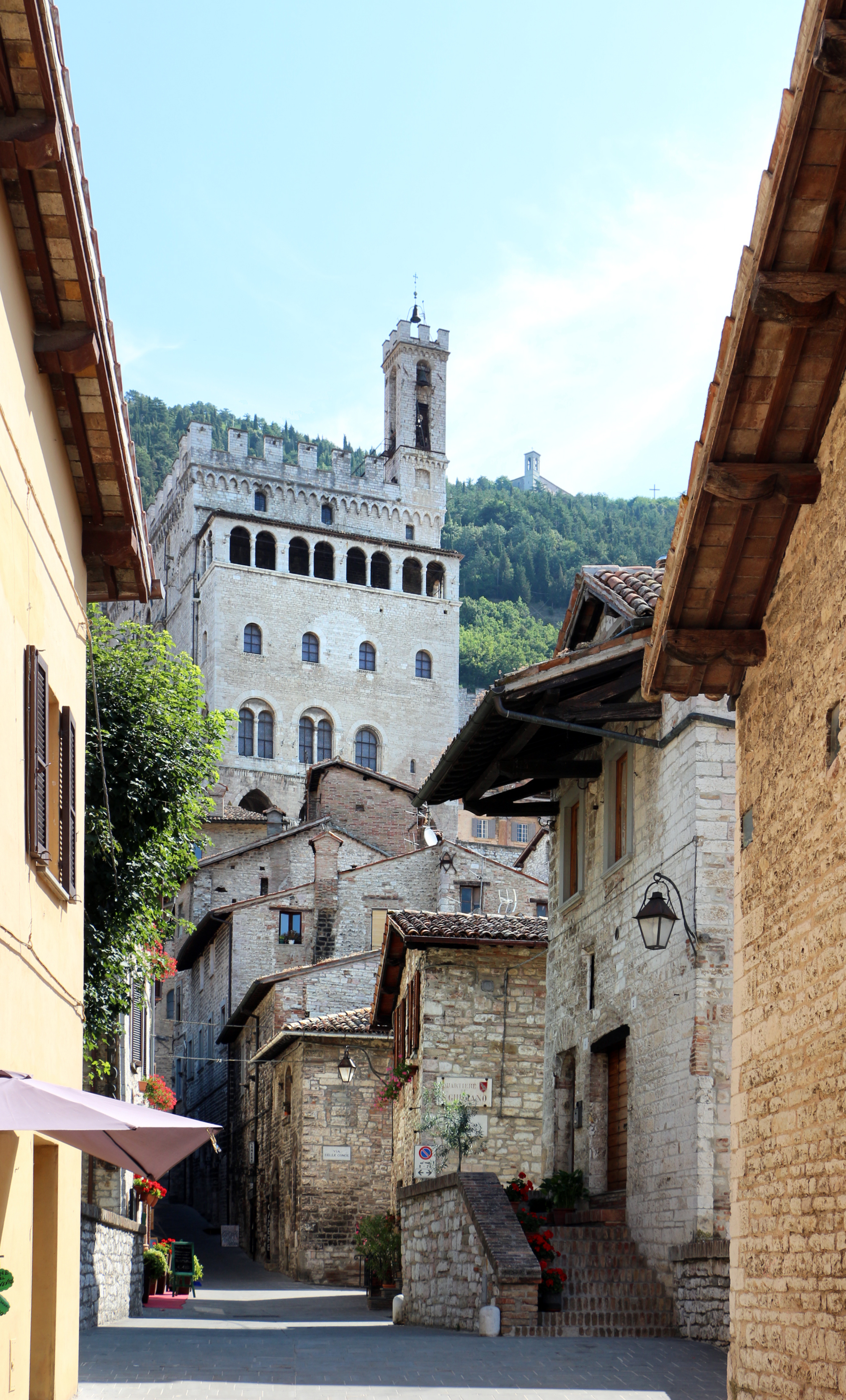
Вид с Виа Пиккарди
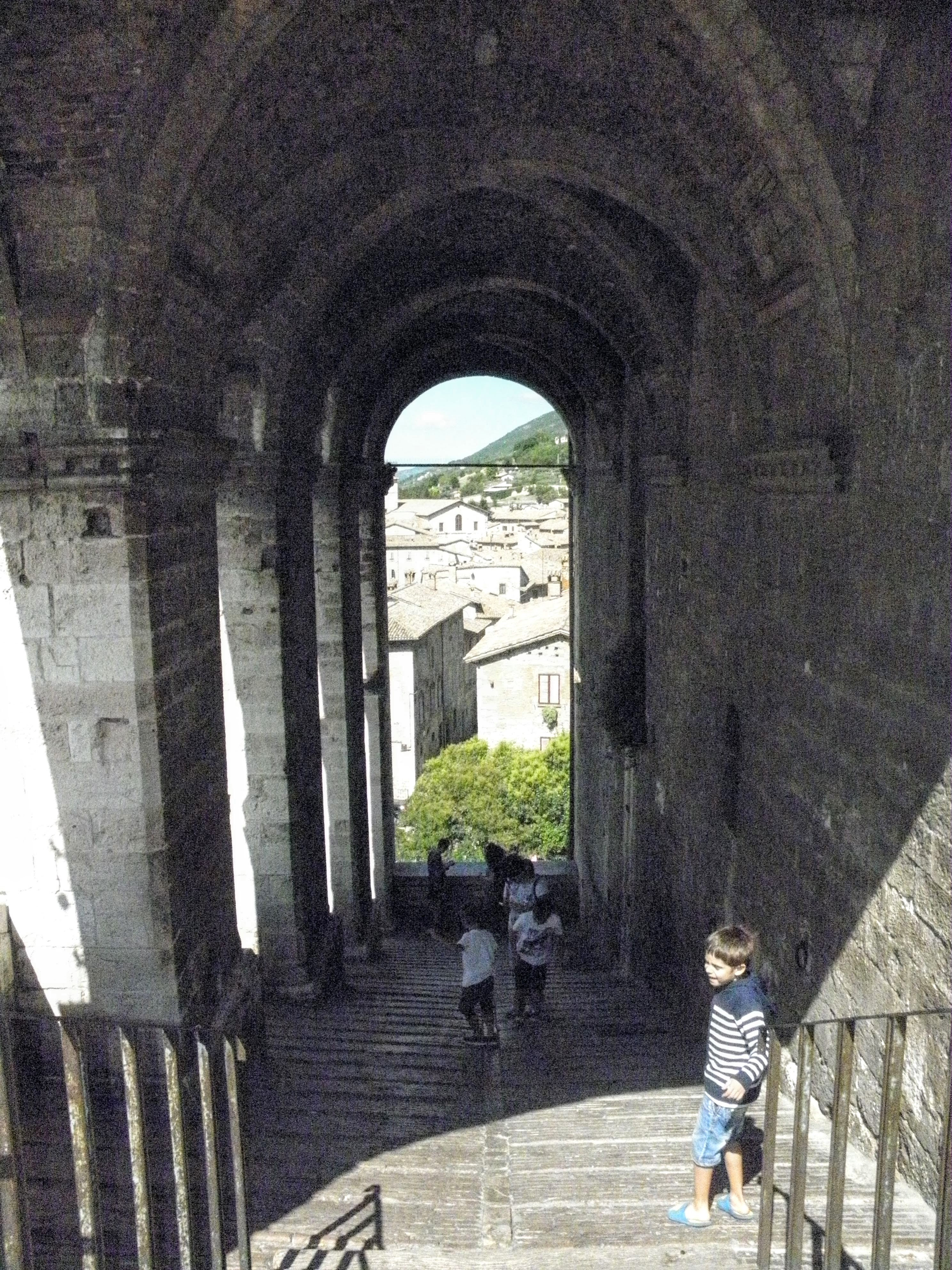
Лестница Дворца консулов

## Примечание
1. ↑  Вики любит памятники. Италия — 2012.
2. 1 2  dati.beniculturali.it — 2014.
3. ↑  F. Partuzo, Arezzo medievale: la città e il suo territorio dalla fine del mondo antico al 1384, 2002, p. 296.
4. ↑  Memorie e guida storica di Gubbio, Oderigi Lucarelli (1888), страница 490.